# Tía May
Maybelle "May" Parker-Jameson (de soltera Reilly), comúnmente conocida como May Parker o la Tía May, es un personaje ficticio que aparece en los cómics estadounidenses publicados por Marvel Comics, comúnmente en asociación con el superhéroe Spider-Man. Haciendo su primera aparición completa en Amazing Fantasy # 15 (agosto de 1962), el personaje fue creado por el escritor Stan Lee y el artista Steve Ditko, desempeñando un papel influyente en los cómics de Spider-Man.
May es la viuda de Ben Parker y la tía paterna de Peter Parker, quien lleva una vida secreta como Spider-Man. Ella cuida y apoya a Peter como figura materna, aunque durante la mayor parte de la historia de Spider-Man, no ha sabido de su vida secreta y consideraba a Spider-Man aterrador. En las versiones modernas, se sabe que May apoya al héroe y, en casos raros, sabe que él es su sobrino o al menos sospecha que es Peter. Más adelante en la vida, se casa con J. Jonah "Jay" Jameson Sr., el padre separado del jefe de Peter y el crítico más duro de Spider-Man, J. Jonah Jameson, convirtiéndolo en su hijastro y, por extensión, en el hermanastro de Peter (y autoproclamado hermanastro); para gran incomodidad de Jameson.
El personaje ha aparecido en la mayoría de las otras adaptaciones mediáticas de los cómics, a menudo desempeñando un papel destacado. Ella ha sido adaptada para otros medios en numerosas ocasiones. En la película, que fue interpretada por Rosemary Harris en la trilogía de Spider-Man dirigida por Sam Raimi (2002 – 2007), Sally Field en las películas de The Amazing Spider-Man (2012 – 2014) y Marisa Tomei en las películas del Universo cinematográfico de Marvel; Capitán América: Civil War (2016), Spider-Man: Homecoming (2017), Avengers: Endgame (2019), Spider-Man: lejos de casa (2019) y Spider-Man: No Way Home (2021). May fue interpretada por Lily Tomlin en la película animada Spider-Man: un nuevo universo (2018).

## Biografía del personaje ficticio
May Parker (née Reilly) nació en Brooklyn, Nueva York, el 5 de mayo. Después de la muerte de su cuñado y su esposa, May y su esposo Ben Parker acogieron a su único hijo, Peter, y lo criaron en su casa en la sección Forest Hills de Queens. Ella siguió siendo una influencia importante en la vida de Peter incluso durante la universidad, ya que era la única familia que le quedaba. Su continua creencia de que Peter seguía siendo el niño frágil que había sido antes de obtener sus poderes podría ser frustrante a veces.
En los primeros años de su carrera de superhéroe, Peter temía por el bienestar de May y el shock fatal que creía que terminaría con su vida si alguna vez se enteraba de su doble identidad como Spider-Man. En consecuencia, Peter a menudo sentía angustia por lidiar con crisis importantes, mientras que su tía necesitaba un cuidado casi constante. Este conflicto tomó un giro inusual cuando May se convirtió en novios con su enemigo, Otto Octavius (también conocido como Doctor Octopus), y Peter luchó para lidiar con los esquemas de su enemigo sin lastimar a su tía política.
Durante un período de convalecencia en un hogar de ancianos, May conoció a Nathan Lubensky, en silla de ruedas. Poco a poco, May y Nathan se enamoraron el uno del otro. Ella invitó a Nathan a su casa de Forest Hills después de convertirlo en una pensión, y la pareja se comprometió brevemente. Sin embargo, el corazón de May se rompió cuando Nathan sufrió un ataque cardíaco fatal mientras la protegía de ser tomada como rehén por Adrian Toomes, el villano disfrazado conocido como el Buitre. Algún tiempo después, Toomes, afectado por la culpa, se enfrentó a May, rogándole que lo perdonara por su papel en la muerte de Nathan. (Irónicamente, Nathan se había hecho amigo de Toomes cuando los dos residieron brevemente en el mismo hogar de ancianos). May se negó a hacerlo, afirmando que solo Dios podía proporcionarle al villano la redención que estaba buscando.
Como parte de un plan del archienemigo de Peter, Norman Osborn, May fue reemplazada por una "actriz genéticamente alterada" que se hizo pasar por ella mientras May fue cautiva por villanos hasta que la actriz murió. Osborn regresó a May a Peter con un dispositivo plantada dentro de ella que detonaría una serie de bombas genéticas si se elimina, diezmando la Tierra. Míster Fantástico fue capaz de desactivar el dispositivo sin quitarlo, salvando al mundo y a May, que aparentemente no retuvo ningún recuerdo de su tiempo en cautiverio. May finalmente se enteró de la vida secreta de su sobrino cuando ella entró en su habitación después de que él había sufrido una paliza grave del villano Morlun, los dos más tarde hablando sobre el descubrimiento de May cuando ella llegó a aceptar la vida real de su sobrino.
Cuando Spider-Man se une a Vengadores, Peter, Tía May y Mary Jane Watson se mudan a la Torre Stark después de que May pierde su casa en un incendio. Durante la Guerra Civil de Superhéroes, ella y Mary Jane convencen a Peter de desenmascararse frente a una conferencia de prensa. Más tarde, ella es el objetivo del Camaleón, pero engaña al villano al alimentarlo con galletas de avena y pasas rellenas de Ambien.
Cuando Peter cambia de opinión sobre la Ley de Registro Superhumano, traslada a su familia de la Torre Stark a un motel. Un asesino contratado por Kingpin intenta matar a Peter, pero golpea a May en su lugar. Peter lleva a May a un hospital donde cae en coma y es probable que muera. Sin embargo, tía May recibe una transfusión de sangre radiactiva de Peter, que esperaba salvaría su vida debido a su factor de curación mutado.
El demonio Mefisto ofrece restaurar la salud de May a cambio de borrar el matrimonio de Peter de la historia, y Peter y Mary Jane están de acuerdo. May vive, y la identidad de Spider-Man es una vez más un secreto.
Al comienzo del Brand New Day, May está haciendo trabajo voluntario para un refugio para personas sin hogar, dirigido por Martin Li, el jefe del crimen supervillano Señor Negativo. En este punto, su conocimiento de Peter siendo Spider-Man fue borrado. Durante su trabajo en el refugio, conoció a John Jonah Jameson (el padre de J. Jonah Jameson) y comenzó una relación con él. El siguiente problema, Peter los atrapó a los dos en la cama. Sin embargo, aprobó esta relación, principalmente porque John apoya a Spider-Man, quien previamente le había salvado la vida, y vio a Norman Osborn como un matón que no tiene nada más que desprecio por la gente.
John caminó con May en Central Park y le pidió que se casara con él, y May aceptó. A pesar de los esfuerzos inconscientes del Doctor Octopus para detener los planes de boda de su ex prometida, May y John se casaron por el alcalde de Nueva York J. Jonah Jameson.
La tía May tiene varios parientes consanguíneos que aún están vivos, incluida una hermana llamada Jan. Los primeros primos de May, Sam y Julia, son hijos de su tío Bill y su esposa Claudia. Peter se sintió atraído por la hija de Julia, Alexa. La familia Reilly se aloja actualmente en la casa de May.
A su regreso de su luna de miel, se detiene en las oficinas de F.E.A.S.T., solo para entrar accidentalmente en Martin Li, junto con Hammerhead torturando a uno de los demonios internos del Sr. Negativo. Intentando escapar, Li la toca con su toque corruptor. Luego regresa para encontrarse con su esposo y Peter. Cuando John sugiere ir a un lugar agradable para cenar, tía May insulta sarcásticamente a Peter por sus trabajos fluctuantes y su dependencia de ellos, culminando con llamar a su sobrino "Una maldita gran decepción". Peter, desconsolado, sale corriendo. Peter regresa, después de una batalla física y mentalmente agotadora contra el Lagarto, trata de hablar con tía May, buscando a alguien que lo ayude a darle esperanza después de ver la muerte de la humanidad de Curt Connors. Ella todavía continúa actuando como una adolescente de mal genio y, al principio, lo rechaza. Sin embargo, después de ver a Peter claramente sufriendo mentalmente, se siente culpable y sufre una intensa batalla mental, rompiendo la corrupción, y se muestra simplemente sentada al lado de Peter.
Antes de los eventos de Spider-Island, después de que la identidad secreta de Martin Li se expone al público, May y John anuncian formalmente su intención de abandonar Nueva York para siempre, por su propia seguridad, y mudarse a Boston. John explica que esto fue el resultado de todos los incidentes recientes más importantes hacia ellos y sus amigos y familiares. Ponen a la venta la vieja casa de May y se van una vez que la furgoneta se encuentra llena. Después de pasar su última noche en Nueva York en el apartamento de John, al día siguiente, ella y John se dirigen a un aeropuerto en Nueva Jersey con Peter y Carlie y se despiden antes de volar. Siguiendo la historia de Hasta el fin del mundo, cuando May y John regresan a su hogar en Nueva York en su jet privado, pero el irresponsable superhéroe Alpha usa sus poderes sin cuidado en su batalla con Terminus, lo que hace que muchos aviones se apaguen. Los Vengadores rescatan a todos y Spider-Man salva a su May y John del mal funcionamiento del jet privado de Jameson justo antes de que se estrelle. Más tarde, Peter llega al hospital para ver que su tía May y John están bien, aunque ella ha sufrido daños menores en los nervios de su pierna que requerirán el uso de un bastón por el resto de su vida. En la historia de The Superior Spider-Man, la pierna de tía May está completamente curada de la operación y la cirugía de finalización con gratitud del Doctor Wirtham.
Como parte de All-New, All-Different Marvel, May y Jay se convirtieron en parte de la fundación de Industrias Parker, una organización benéfica enfocada en brindar ayuda a los menos afortunados y mejorar la calidad de vida donde sea posible. Sin embargo, su esposo Jay había tosido sangre y colapsado. La Tía May está desconsolada después de que su esposo Jay había muerto más tarde en el hospital. Tía May, Peter y J. Jonah Jameson guardaron un momento de silencio.
Después de que Peter Parker revocara su doctorado por "copiar" la tesis del Doctor Octopus y ser despedido del Daily Bugle, May confrontó a su sobrino sobre sus acciones. Mientras declara que debe asumir la responsabilidad de sus acciones, May se va indicando que el tío Ben debería haberlo criado mejor. Poco después, le diagnostican cáncer y no le dice a Peter que evite abrumarlo.

## Otras versiones

### Golden Oldie
May Parker fue transformado por Galactus en el ser Golden Oldie con poder cósmico para servir como su heraldo. En lugar de llevarlo a mundos poblados, Oldie descubrió un panadero extraterrestre que hornea pasteles del tamaño de un planeta que sacian el hambre de Galactus. La transformación de May se revela en última instancia como un sueño. El tema, una parodia de una vieja campaña publicitaria de pastelitos de Anfitriona, fue parte de la serie de temas humorísticos del "Mes del Asistente del Editor de Marvel".
May también apareció como "Golden Oldie" (esta vez una parodia de Iron Man), así como "The Astonishing Aunt Ant" y "Auntie Freeze" en un número de What If?.

### MC2
En la línea de tiempo alternativa conocida como MC2, la muerte de May Parker en The Amazing Spider-Man n.º 400 fue válida. Fue May quien murió en este continuo, en lugar de una actriz. La hija de Peter, May "Mayday" Parker, fue nombrada por ella. Mayday se convirtió en la superheroína Spider-Girl y conoció a la May original cuando se vio desplazada a tiempo, aunque Mayday no intenta explicar quién era realmente.
Cuando Spider-Girl fue atrapada en una ilusión por su enemigo, Misery, recibió el aliento de un espíritu familiar. Ella reconoció que el espíritu era tía May.
En el arco final de Amazing Spider-Girl, la tía May actúa como asesora espiritual de May para ayudar a su nieta a recuperar su identidad y salvar a Peter de Norman Osborn. De esta forma, inicialmente aparece como una versión más joven de sí misma, lo que impide que May la reconozca. Sin embargo, May finalmente se da cuenta cuando ve a tía May a través de los ojos de su padre.

### Spider-Man: Life Story
En esta continuidad, los personajes envejecen naturalmente después de que Peter Parker se convirtiera en Spider-Man en 1962. En algún momento antes de 1977, May se casó con Otto Octavius, pero luego se divorció de él debido a sus problemas de manejo de la ira. En la década de 1980, Mary Jane lucha por cuidar a May mientras muestra signos tempranos de demencia cuando nacen los gemelos Mary Jane y Peter. Esto pone una nueva grieta en el matrimonio de Peter y Mary Jane, ya que Peter se niega a ponerla en la casa de una persona mayor, mientras que Mary Jane está harta de ser la única cuidadora de May y sus hijos. Mary Jane luego deja a Peter y se lleva a los gemelos con ella mientras Peter cuida a May. May más tarde muere en algún momento antes de 1995. Cuando Otto intenta destruir la mente de Peter en 2019, Peter usa un recuerdo de May para convencer a Otto de que deje de luchar contra Spider-Man y acepte las limitaciones de su vida.

### Spider-Verse
Durante la historia de "Spider-Verse", hay diferentes versiones de tía May que se presentan:
- Una tía May alternativa de Tierra-14512 aparece en un flashback junto con su versión del tío Ben. Son representados como científicos y quienes informaron a Peni Parker que ella era la única persona capaz de llevar a cabo el proyecto SP // dr después de que su padre, el piloto original, muriera en la batalla. Peni aceptó la responsabilidad, permitiendo que la araña radioactiva que formaba la otra mitad de la CPU de SP // dr la mordiera.[40] Cuando Addy Brock perdió el control del VEN # m, May voló al mech para apagarlo manualmente, solo para ser consumido por él. Después de que SP // dr derrota a VEN # m, encuentra que Addy y May se han ido.[41]
- En una realidad desconocida, tía May y tío Ben están con su sobrino Peter en el hospital después de que sufre una reacción alérgica a la picadura de araña radioactiva, dejándolo en coma. Debido a esto, están fuera de su casa cuando es robada por el ladrón que mató a Ben en el universo 616. Peter se transforma en Man-Spider y ataca a May y Ben, pero Spider-Man Noir lo detiene. Spider-Man de seis brazos crea una cura para este Peter, permitiéndole vivir una vida normal con May y Ben.[42]
- En la Tierra-803, May Reilly es una joven que vive en una Nueva York inspirada en el steampunk del siglo XIX. Su padre estudió animales, y un día, cuando dejó salir a una araña de su jaula para consolarla y acariciarla, se mordió y supo que era importante no dejar que nadie la enjaulara. Después de la muerte de su padre, ella usó piezas de repuesto para crear un traje con cuatro brazos mecánicos que le permitieron escalar paredes, así como tiradores web. Mientras asistía a un baile, el alcalde fue secuestrado por los Seis Hombres de Sinestry, así que ella intervino para detenerlos; haciendo su debut como Lady Spider. Aunque los villanos logran obtener los planes de la alcaldesa, ella los derrota y los obliga a retirarse.[43] Después de esto, ella es reclutada en el Ejército Araña. Los Herederos los atacaron, separándola del resto, aunque ella acompañó a Spider-Man 2099 a su dimensión para defenderse del Heredero Daemos. Luego viajaron a la Tierra-13 antes de volver a su dimensión para reparar el Leopardon del Hombre Araña japonés antes de pilotarlo en la batalla contra los Herederos en Loomworld.
- May Parker de Tierra-11 es la tía de Penélope Parker, quien le contó sobre la picadura de araña que recibió durante un accidente en Osborn Labs, cómo desarrolló habilidades de araña y cómo quería ocultar sus poderes para que la gente pensara que era normal. Sin embargo, la tía May convenció a su sobrina de que era normal, estaba sobrevalorada y que debería abrazar lo que le sucedió para ayudar a las personas.[43]
- En Tierra-3123, tía May es conocida como Spider-Ma'am. Terminó siendo mordida por la araña radioactiva en lugar de Peter cuando se presentó a la demostración científica para darle su almuerzo a Peter. Después de revelar su identidad a Ben y Peter, Peter desarrolla tiradores web y los dos ayudan a May con sus heroicas actividades al margen.[44] Durante los eventos de Spider-Verse, ella y su familia fueron confrontados por Karn de los Herederos. Sintiendo que él era demasiado fuerte para ella, ella propuso ofrecer su vida por el bien de su familia, lo que provocó que Karn vacilara temporalmente al recordarle a su madre. Casi la mata, pero varios Spider-Men multiversal intervinieron y lo convencieron de unirse a ellos.[45] Durante la historia de "Spider-Geddon", Spider-Ma'am se unió a la lucha contra los Herederos. Cuando los villanos son derrotados, Superior Spider-Man los clonó como bebés. Después de hablar con su esposo, Spider-Ma'am acordó acogerlos como hijos adoptivos.[46]

### Spider-Geddon
Durante la historia de "Spider-Geddon", una Tierra no identificada tiene una versión hispana de May que no sabe que su esposo y su sobrino tienen poderes de araña después de que una transfusión de sangre salvó la vida del tío Ben.

### Amazing Spider-Man: Renueve sus votos
En esta zona de guerra de Secret Wars, cuando Peter es capturado por Regent y su vida está brillando ante sus ojos, uno de sus recuerdos era que estaba parado frente al ataúd abierto de tía May en su funeral, confirmando que ella murió en algún momento antes de los eventos del cómic.

### Ultimate Marvel
En la versión Ultimate Marvel de Tía May está basada en la madre del escritor Brian Michael Bendis. Esta versión del personaje es una mujer fuerte e independiente de entre cuarenta y cincuenta años, significativamente más joven que su contraparte original del Universo Marvel. Ella es la hermana biológica de Mary Parker y esposa de Ben Parker.
Peter revela su identidad secreta a May después de encontrar el clon de Gwen Stacy en su antigua casa, lo que hace que May desaloje a Peter de su hogar, ya que desprecia a Spider-Man. Esto coincide con la aparición de un hombre que parece ser Richard Parker, el padre de Peter. Peter se entera de que May había conocido a este hombre, en realidad un clon de Peter envejecido artificialmente, y ella le ocultó este secreto para "protegerlo". Después de una larga conversación entre Peter y su "padre", Nick Fury y un equipo de Spider-Slayers rodean la casa de Parker, lo que desencadena una transformación en Gwen, convirtiéndola en Carnage. Entonces May sufre un ataque al corazón. Ella es rescatada de la muerte por Sue Storm de Los 4 Fantásticos, se reconcilia con Peter y acepta su vida como Spider-Man, aunque a ella no le gusta su disfraz. Peter luego le explica a May por qué se convirtió en Spider-Man, y May le dice que Ben estaría orgulloso de él por hacerlo. Tía May está al lado de Peter cuando muere después de una batalla con el Duende Verde.
Aunque enojada con los Ultimates por menospreciar los logros de Peter en la vida cuando asistió al funeral de su sobrino, May se consuela cuando conoce a algunas de las personas que Peter había salvado durante su carrera como Spider-Man, una niña pequeña que incluso le ofreció un abrazo reconfortante. gracias por criar al hombre que la salvó. Después del funeral, May y Gwen deciden aceptar la oferta de Tony Stark para prepararse para una nueva vida en Francia.
Sin embargo, tras la aparición de un nuevo Spider-Man, May y Gwen regresan a Nueva York. Aunque el Capitán América amenaza con arrestar a los padres de Miles y exponerles su secreto a menos que retire la identidad de Spider-Man, May y Gwen apoyan más a Miles, y May le da los viejos lanzaredes de Peter, junto con la fórmula para la telaraña, animándolo a continuar con el legado de Peter.
Durante la miniserie de Spider-Men, May y Gwen están de regreso en los Estados Unidos, presumiblemente para supervisar la venta de la Residencia Parker y terminar el mandato de Gwen en Midtown High. Se encuentran con alguien que lleva un disfraz de Spider-Man rojo y azul y creen que es un lunático que no respeta la memoria de Peter. Se enojan y amenazan con llamar a la policía. Sin embargo, cuando la persona se desenmascara, queda atónita más allá de lo creíble al ver al Peter Parker más viejo y maduro, del universo Marvel 616. Inicialmente no está convencida de que este Peter sea quien dice que es, pero tanto ella como Gwen luego se dan cuenta de que está siendo sincero cuando conoce la amonestación del tío Ben sobre el poder y la responsabilidad. May se conmueve al darse cuenta de que ahora se le ha dado la oportunidad de cierre que se había perdido cuando su Peter murió, y concluye que había tomado las decisiones correctas con respecto a su sobrino, antes de que el adulto Peter regrese a su universo.
Cuando Duende Verde escapa de la custodia después de que S.H.I.E.L.D. fue cerrado, llega al patio delantero de la casa de tía May y se enfrenta al nuevo Spider-Man. Tía May y Gwen están adentro viendo la televisión donde se transmitía la batalla del nuevo Spider-Man y Duende Verde. Pronto, Spider-Man emerge para ayudar al nuevo Spider-Man en la lucha, para sorpresa de tía May y Gwen. Duende Verde huye a su llegada y los dos Spider-Men se van. Gwen no está seguro de la identidad del Spider-Man original, pero la tía May le asegura que sus motivos demuestran que es él. Más tarde, tía May y Gwen caminan hacia la casa de Mary Jane y escuchan la resurrección desconocida de Peter. Tía May corre y se reúne alegremente con su sobrino. Después de que los dos Spider-Men derroten a Duende Verde, Peter le dice a tía May que tiene la intención de emprender una búsqueda para descubrir la verdad de su misteriosa resurrección.

## En otros medios

### Televisión
- La primera aparición de May en animación fue en la primera temporada de la serie Spider-Man de la década de 1960 como parte del episodio "Horn of the Rhino", con la voz de Peg Dixon. En el episodio, se la ve tratando de amamantar a Peter por un severo y muy bruscamente diciéndole a J. Jonah Jameson que no iba a llamar a Peter sobre tareas de fotografía hasta que se recuperara. Al parecer, May impresionó a Jameson cuando le dijo a Betty Brant que no quería volver a hablar con May. May también hizo dos pequeñas apariciones en los primeros dos episodios de la segunda temporada de la serie Spider-Man de la década de 1960. En el estreno de la segunda temporada, donde reveló el origen de Spider-Man, ella y el tío Ben hicieron un pequeño cameo sobre lo que Peter estaba haciendo después de que nadie supiera que fue mordido por una araña radiactiva. En "King Pinned", ella estaba tomando medicamentos para curar una enfermedad que tenía, solo que la hacía sentir peor. Luego se reveló que era una droga creada por Kingpin que sería una medicina falsa para los ancianos que los tomaría hasta el punto de morir, pero el plan fue frustrado por Spider-Man y tía May se salvó, junto con todas las personas mayores que tomaron la droga.
- En la película de televisión de 1977 para la serie de CBS The Amazing Spider-Man, Tía May es interpretada por la actriz Jeff Donnell. El personaje aparece posteriormente en un episodio de la serie, "La noche de los clones", donde es interpretada por Irene Tedrow.
- Tía May apareció en la serie de televisión Spider-Man de los años ochenta con la voz de Morgan Lofting.
- La tía May apareció varias veces en el curso de Spider-Man and His Amazing Friends con la voz de June Foray. Los Spider-Friends operaban en secreto en su casa.
- Tía May apareció notablemente en la década de 1990 Spider-Man: The Animated Series con Linda Gary expresando al personaje durante las primeras tres temporadas y Julie Bennett expresándola en las últimas dos temporadas después de la muerte de Gary. En esta versión, a su personaje no le gustaba Spider-Man, pero amaba a su alter ego, su sobrino Peter Parker. Debido a su edad, tuvo problemas de salud durante toda la serie; Esto molestó a los espectadores más jóvenes, ya que le quitó tiempo a Spidey para combatir el crimen. Tuvo muchos encuentros con villanos que Spider-Man luchó como Venom (como Eddie Brock), el Hobgoblin, el Doctor Octopus, Morbius, el Camaleón (que imitaba a Anna Watson), Lápida, Duende Verde, el Escorpión y el Shocker. Ella tiene un pasado con Keane Marlow como amigas. Keane también era amiga del difunto esposo de May, Ben (y, sin que ella lo supiera, también era miembro del equipo de superhéroes de la década de 1940 llamado los Seis Guerreros Olvidados como el Destructor). May era amiga de Anna Watson, y a pesar de su amistad y la amabilidad de May con Mary Jane, Anna no respetaba a Peter y él tenía que tolerarla (aunque hubo un momento en que Peter le gritó con ira donde ella lo culpaba por Mary Jane siendo secuestrada por el clon del Hydro-Man muerto) y Anna incluso una vez expresó respeto por él cuando estaba con Mary Jane después de que fue salvada del clon de Hydro-Man. May incluso les dio a Peter y Mary Jane los anillos de boda de ella y Ben cuando Peter y MJ se iban a casar. Al final de la serie del programa, se reveló que cuando Beyonder y Madame Web reunieron a los Spider-Men de diferentes realidades, en la realidad de Araña Escarlata y Spider-Carnage, la tía May estaba muerta junto con el tío Ben, pero ella de la causa de la muerte era desconocida.
- May Parker apareció en The Spectacular Spider-Man con la voz de Deborah Strang. En "Persona", ella comenzó a desmayarse mientras cocinaba la cena, pero se sacudió cuando Peter llegó. En "Terapia grupal", sufrió un ataque al corazón mientras estaba en un espectáculo de Broadway con su amiga Anna Watson durante el ataque de los Seis Siniestros. Peter, que estaba bajo la influencia del traje simbionte, no se dio cuenta hasta que Mary Jane Watson lo visitó para decirle que May estaba en el hospital. Ella se recuperó y se dirigió de vuelta a casa para una cena de Acción de Gracias con Peter, su médico, Gwen y el capitán George Stacy al final de la primera temporada, donde May informó a los demás que estaba escribiendo un libro de cocina y que ya había recibido un anticipo de un editor. En la temporada 2, se revela que se siente mucho mejor después del ataque al corazón, aunque Peter todavía se preocupa por ella. Ella y su médico, el doctor Bromwell, también parecen tener un gusto mutuo. El médico la describió como su paciente cardíaco favorito e incluso la examinó en su propia casa. Ella no sabe que su sobrino es Spider-Man y cuando el periodista Ned Leeds le preguntó si él era Spider-Man, ella pensó "estaba siendo punk". Después de que los sentimientos de Peter se mezclaron entre Liz Allan y Gwen Stacy, ella le dio a Peter el consejo de que él debía ser honesto entre las dos chicas, pero antes de eso debía ser honesto consigo mismo.
- May hace referencia a Spider-Man en el episodio "Nuevos Vengadores" de The Avengers: Earth's Mightiest Heroes.
- May aparece en Ultimate Spider-Man con la voz de Misty Lee. Esta versión tiene más de 40 años y es menos frágil que las representaciones tradicionales. Además, se muestra involucrada en varios pasatiempos, como yoga y clases de cocina. En el episodio de la primera temporada de "El Ataque del Escarabajo", el agente de S.H.I.E.L.D., Phil Coulson, la invitó a cenar (a quien Nick Fury asignó para ser el director interino de la escuela de Peter). En el final de la tercera temporada, "Concurso de campeones", May le revela a Peter que conocía su identidad secreta y le asegura que está orgullosa de él. En la cuarta temporada, May ayuda a reformar a Araña Escarlata.
  - Una versión de realidad alternativa de May Parker del universo de Miles Morales aparece en el episodio "Return to the Spider-Verse" [Pt. 4]. Después de que Miles queda varado en el universo de Peter, ella ayudó a Gwen Stacy a convertirse en Spider-Woman y la ayudó a luchar contra el crimen.
- May se menciona en el episodio cruzado Phineas y Ferb: Misión Marvel, donde Spider-Man usa la línea "May, Phineas y Ferb están haciendo un crossover" en la secuencia del título.
- May aparece en Marvel's Spider-Man, con la voz de Nancy Linari.
- May Parker aparece en la serie animada preescolar Spidey and His Amazing Friends, con la voz de Melanie Minichino.[63][64]

### Películas
- En las películas de Spider-Man de Sam Raimi, May fue interpretada por Rosemary Harris como una ama de casa viuda por los acontecimientos de la primera película. Ella fue la que más alentó a Peter a lo largo de las películas con sus sabias palabras como lo había hecho el tío Ben antes de su muerte, en la segunda película incluso logrando que intentara regresar a su vida de Spider-Man después de perder sus poderes.
  - En la película de 2002 Spider-Man, tía May y tío Ben cuidan de su sobrino, Peter Parker. Después de que tío Ben (Cliff Robertson) es asesinado a tiros por un ladrón de autos, Peter y May comparten su dolor por el tío Ben. Más tarde, cuando Peter se muda a un departamento con su amigo Harry Osborn, la tía May los visita en el Día de Acción de Gracias. Ella no tiene reparos en reprender al padre de Harry, Norman, por su comportamiento grosero. Poco después, cuando Norman (que se ha convertido en el malvado Duende Verde), descubre la identidad de Spider-Man, ataca a May en su casa mientras ella reza sus oraciones. May está aterrorizada por la apariencia demoníaca del Duende, y es hospitalizada después de que el Duende la hiere. May aparece en el funeral de Norman Osborn junto a Peter, Mary Jane y Harry; poco después, ella y Peter visitan la tumba de Ben ubicada en otro lugar del cementerio.
  - En la secuela, Spider-Man 2 (2004), la tía May sigue cuidando a Peter, y ha tenido dificultades financieras desde la muerte de su esposo, obligándola a vender la casa y vivir en un departamento más pequeño (aunque está implícito que el banco la esta sacando de la casa). Su opinión sobre Spider-Man no es alta, afirmando que "cuanto menos lo veamos, mejor". Sin embargo, cuando la visita de May al banco con Peter es interrumpida por un robo perpetrado por Otto Octavius, Octavius la toma como rehén y se sube al costado de un rascacielos con ella. Ella, a su vez, es rescatada por Spider-Man (y a cambio, ayuda a Spider-Man durante la batalla golpeando a Octavius en la cabeza con su paraguas), y desde ese momento cree que él era bueno; está implícito, pero nunca se dijo, que ella pudo haber deducido su identidad secreta. Más adelante en la película, los poderes de Peter comenzaron a disminuir debido a un deseo subconsciente de vivir una vida normal, y decide renunciar a su personaje disfrazado; May hace un discurso que lo alienta a reanudar sus heroicas actividades. Más tarde, ella expresa que siente que causó la muerte del tío Ben ("Querías tomar el metro y él quería llevarte. Y si lo hubiera detenido, todos estaríamos tomando el té juntos".), incitando a Peter a admitir que él causó la muerte al no detener al asesino. May está comprensiblemente aturdida y triste, pero más tarde le agradece a Peter y le dice que admitirle la verdad fue algo valiente. Al hablar con el Doctor Octavius, Peter lo ayuda a recuperar la cordura repitiendo lo que May le había dicho sobre renunciar a tus sueños a veces para hacer lo correcto.
  - En Spider-Man 3 (2007), Peter le dice a tía May que le va a pedir a Mary Jane que se case con él, después de lo cual los dos se abrazan. Luego, May le dice que necesita encontrar una buena manera de iniciar la propuesta, y que necesita poner a su esposa antes que él, pase lo que pase. Luego le cuenta a Peter cómo le propuso el tío Ben, y que hubieran estado casados durante cincuenta años "este agosto", si Ben no hubiera sido asesinado. Luego se quita el anillo de compromiso y le pide a Peter que lo use para proponerle matrimonio a MJ, May también está presente junto a Peter cuando el Capitán Stacy les dice que Flint Marko, el asesino "real" de su tío, está huyendo. Ella juega un papel importante en brindar apoyo moral a Peter, pero en realidad no hace mucho en la tercera película, ni es atacada por los enemigos de Spider-Man como en las dos películas anteriores. Más tarde, cuando Peter informa a May sobre la aparente desaparición del Hombre de Arena a manos de Spider-Man (bajo la influencia de un simbionte alienígena), pronuncia otro discurso, que es más una advertencia a Peter del peligro para uno mismo en busca de venganza. Al principio, Peter está sorprendido por la reacción de su tía, ya que esperaba que la tía May se sintiera feliz ya que Hombre de Arena fue quien mató al tío Ben. Peter pronto se da cuenta de que este no es el caso, y tía May dice que el tío Ben nunca hubiera querido venganza. Mucho más tarde, May habla con Peter en su departamento, donde Peter dice que ha hecho cosas terribles (después de separarse del traje simbionte que le había hecho daño a Mary Jane y Harry). Él trata de devolverle el anillo, pero la tía May dice que ella sabe que él encontrará la manera de corregirlo y se lo devuelve. Al igual que May, Peter viene a perdonar al Hombre de Arena, quien admite que mató a Ben por accidente mientras intentaba obtener dinero para salvar la vida de su hija.

- Tía May fue retratada por Sally Field en el reinicio de 2012 de la serie The Amazing Spider-Man, y se muestra algo más joven y más estricta que en las representaciones anteriores.
  - A lo largo de la película, ella expresa preocupación por que Peter haya salido tarde y llegue a casa herido, aunque se niega a admitirle dónde ha estado. Al final de la película, a pesar de llegar a casa con un dolor grave, Peter trae a casa los huevos que ella le pidió que pusiera en el medio de la película y ella decide no preguntar qué ha sucedido.
  - Field repite su papel de tía May en The Amazing Spider-Man 2. Se ha convertido en una estudiante de enfermería para mantenerse económicamente a sí misma y a Peter después de que Peter se gradúa de la escuela secundaria. Ella le revela a Peter que ella y Ben fueron visitados por agentes del gobierno unos días después de que Richard y Mary desaparecieron y les dijeron que Richard planeaba vender armas secretas a potencias extranjeras. Más tarde, consuela a Peter durante su depresión por la muerte de Gwen Stacy y contribuye a darle la confianza que necesita para convertirse en Spider-Man nuevamente, insinuando que conoce el secreto de Peter.Marisa Tomei fue la última actriz en interpretar a la Tía May.

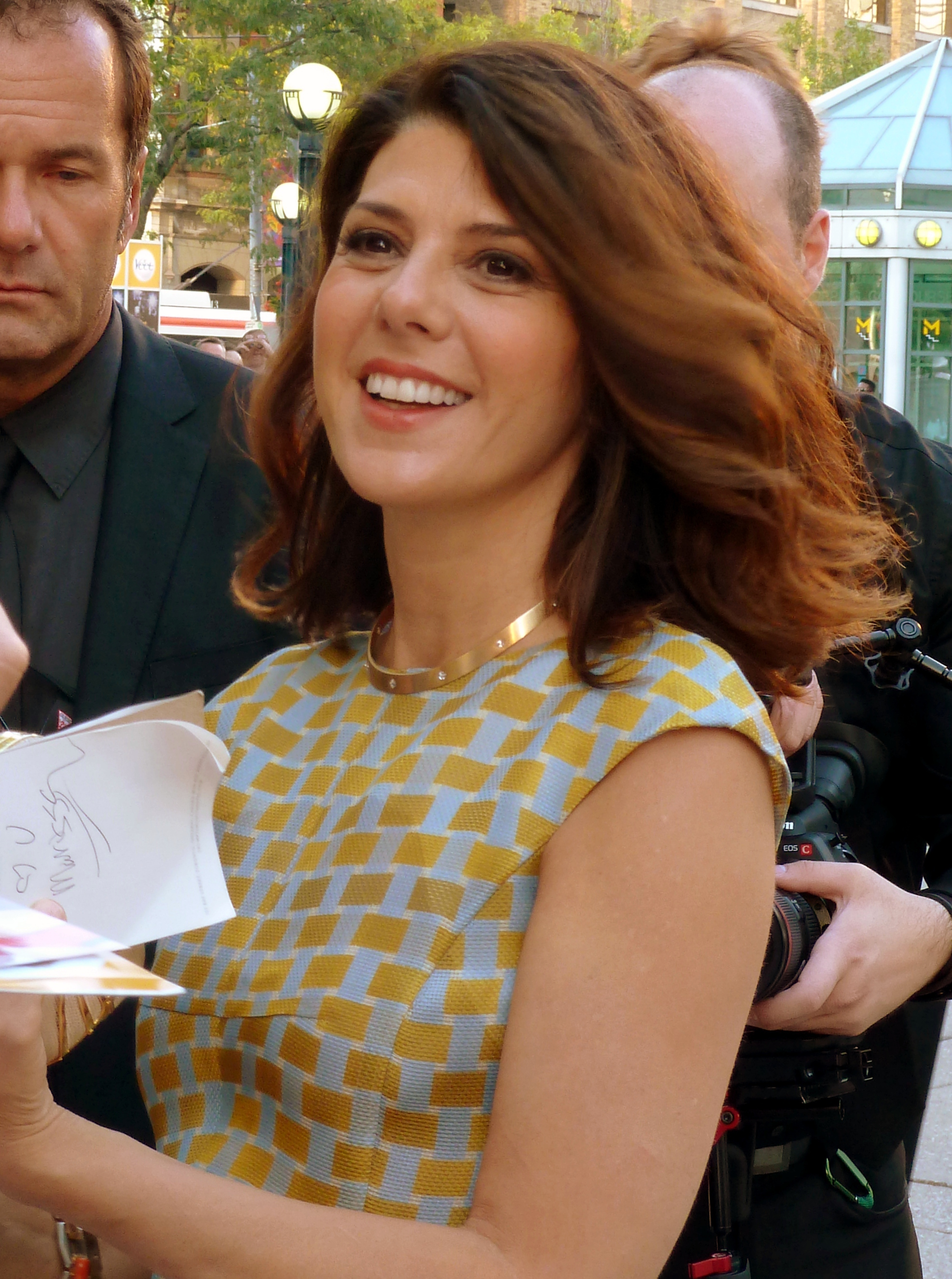
Marisa Tomei fue la última actriz en interpretar a la Tía May.

- Marisa Tomei interpreta a Tía May en el Universo cinematográfico de Marvel. Esta versión es mucho más joven que la versión de cómic.
  - En Capitán América: Civil War (2016), May aparece en el apartamento de ella y Peter y es visitado por Tony Stark, interpretado por Robert Downey Jr., quien se siente atraído por ella (un guiño a la relación pasada de Downey con Tomei). En la escena de los poscréditos, se la ve atendiendo las heridas de Peter, y parece ignorar las superheroicas actividades de Peter.[65][66]
  - En Spider-Man: Homecoming (2017), Peter continúa tratando de mantener a Spider-Man en secreto desde mayo, y ella muestra preocupación cuando ve cuán cerca está la vecindad de la actividad criminal que Spider-Man trata regularmente. Cuando Peter "pierde la pasantía Stark", la tía May lo consuela. Ella ayuda a Peter a prepararse para el baile de bienvenida después de que él invita a salir a Liz Allan. Al final de la película, cuando Peter recibe el traje de Spider-Man de Tony, la tía May es testigo de cómo se lo puso y reacciona en estado de shock, y la escena termina con ella diciendo "Que ca.." antes de que se corte el crédito.
  - Aunque no aparece en Avengers: Infinity War (2018), los directores Joe y Anthony Russo confirmaron que la tía May estaba entre los que sobrevivieron a la destrucción de la mitad del universo. Sin embargo, un retcon de Jon Watts confirma que fue asesinada junto con la mitad de la población.
  - En Avengers: Endgame (2019), May es revivida fuera de la pantalla junto con otras víctimas del Blip por Bruce Banner y asiste al funeral de Stark con Peter.
  - May aparece en Spider-Man: lejos de casa (2019).[67] Después de los eventos de Homecoming, ella es consciente de la identidad secreta de Peter.[68]Se la muestra como una figura prominente en una campaña benéfica local que apoya a aquellos que volvieron a la vida después de 'The Blip', citando su propia experiencia cuando se encontró sin hogar y reapareció en su antiguo departamento con sus nuevos residentes. Ella y Happy Hogan tienen una breve relación, aunque se sugiere que Hogan haya atribuido una mayor inversión emocional a la relación que May.
  - May aparece en Spider-Man: No Way Home (2021).[1] Después de que Mysterio revela públicamente la identidad secreta de Peter, May es detenida por la policía, aunque Matt Murdock ha retirado los cargos. Más tarde, como resultado del intento de Peter de que el Doctor Strange deshaga las acciones de Mysterio, varios supervillanos desplazados de la realidad alternativa llegan a su mundo. May se hace amiga de Norman Osborn y anima a su sobrino a curar a los villanos para cambiar su destino. Después de que el Duende Verde toma el control, hiere mortalmente a May, quien muere en los brazos de Peter después de decirle "con un gran poder, también debe venir una gran responsabilidad". Otras dos versiones de sí mismo le impiden a Peter buscar venganza y cumple el deseo de May de que salve a los villanos, incluido un Osborn arrepentido.
- Lily Tomlin dio voz a la Tía May en la película animada de 2018 Spider-Man: un nuevo universo.[69] Después de la muerte de su sobrino Peter Parker, ella termina teniendo versiones alternativas de Spider-Man en su casa y les da acceso al escondite subterráneo de Peter en su patio trasero. Tía May ayuda a Miles Morales a crear su propio traje de Spider-Man y le proporciona modificaciones de los lanzaredes de Peter. Peter B. Parker mencionó que la tía May desde su dimensión está muerta.

### Videojuegos
- May hace un cameo en Marvel Super Heroes vs. Street Fighter.
- May apareció en el videojuego Spider-Man 2 con la voz de Mindy Sterling.
- May fue mencionado en el videojuego Ultimate Spider-Man.
- May aparece en Lego Marvel Super Heroes[70] con la voz de Kari Wahlgren.
- May aparece en The Amazing Spider-Man 2 con la voz de Diane Michelle.
- Los homólogos de May Spider-Ma'am y Lady Spider se pueden jugar en el juego móvil Spider-Man Unlimited.
- May se puede jugar en Lego Marvel Super Heroes 2. Su contraparte de Lady Spider es un personaje DLC.
- May aparece en el videojuego Spider-Man de 2018, con Nancy Linari repitiendo su papel de la serie animada de 2017. Aparece como voluntaria para el grupo de asistencia para personas sin hogar de Martin Li, FEAST, pero luego queda a cargo cuando Li intenta vengarse de Norman Osborn. En el curso de la historia, ella es una de varias víctimas de un letal virus de Devil's Breath desatado por el Doctor Octopus como parte de sus planes para arruinar al alcalde Norman Osborn. Peter se ve obligado a dejarla morir incluso después de encontrar una cura porque no hubo suficiente tiempo para producir la cura en masa para usarla en ella, ya que los científicos necesitaban la totalidad de la muestra para perfeccionarla para su uso a gran escala. May muere después de admitir que ella ha sabido por un tiempo que Peter es Spider-Man y decirle a su sobrino que está orgullosa de él. En el cementerio, May está enterrada junto al tío Ben. En FEAST, hay una placa conmemorativa permanente en su honor.
- En el videojuego Spider-Man 2, se puede visitar la tumba de May que se encuentra al lado de la otra tumba de su esposo también fallecido Ben Parker, se puede interactuar con su tumba presentando nuestros respetos ante ella, lo que ara que el jugador gane el trofeo de Ya sabes qué hacer, que hace referencia al último diálogo de la Tía May en la precuela del videojuego a su sobrino Peter antes de morir.